# Cementiri no catòlic de Roma
El cementiri no catòlic de Roma (Cimitero acattolico di Roma), conegut també com a cementiri dels Anglesos (o dels Protestants o dels Estrangers) i col·loquialment com a cementiri del Testaccio, és un cementiri de la ciutat de Roma, situat prop de la Porta San Paolo i la piramide de Cesti; a costat de la muralla Aureliana, s'estén cap al turó del Testaccio, a la riba esquerra del riu Tíber.
L'origen del cementiri no catòlic de Roma es remunta a la primera meitat del segle xviii, quan els estrangers protestants que s'establien o feien estades a Roma i hi morien no podien ser enterrats en els cementiris «consagrats» dels catòlics. La primera notícia que hi ha d'una sepultura en aquella zona, a costat de la piràmide de Cesti, és de 1732, quan s'hi va enterrar Sir William Ellis, que havia estat tresorer de James Francis Edward Stuart, pretendent a la corona d'Anglaterra i exiliat a Roma. També es té notícia de l'enterrament al Testaccio, el 1738, d'un estudiant d'Oxford de vint-i-un anys, de nom George Langton. Durant la segona meitat del segle xviii comencen a erigir-s'hi monuments mortuoris i a finals de segle es comença a regular l'activitat del cementiri, que fins aleshores era només tolerat. Al principi era un espai que ocupava només mitja hectàrea i durant el segle xix se'n van fer diverses ampliacions. Malgrat les ampliacions, a finals del segle xix i fins a finals de la Primera Guerra Mundial el cementiri va estar a punt de ser clausurat a causa del desenvolupament del barri del Testaccio.
Des de 1918, el cementiri del Testaccio és considerat «Zona Nacional d'Interès Monumental» i està gestionat per catorze ambaixades amb seu a Roma que tenen ciutadans del seu país enterrats en aquest cementiri. Són: Alemanya, Austràlia, Canadà, Dinamarca, Estats Units, Finlàndia, Grècia, Països Baixos, Noruega, el Regne Unit, Rússia, Sud-àfrica, Suècia i Suïssa. Com és general en els cementiris, les persones que tenen la concessió d'una sepultura paguen una quota anual per al manteniment del cementiri no catòlic. Tanmateix, per a la gran majoria de sepultures, no hi ha ningú que en pagui la quota i el mateix cementeri ha de cobrir la despesa de manteniment i restauració, en cas que sigui necessari. També rep donacions i, atès que segueix actiu, ven concessions per a noves sepultures, però la manca de seguretat en els ingressos per mantenir-lo va fer que la World Monuments Fund l'inclogués en la llista de 100 llocs al món en perill d'extinció. Si bé al principi en el cementiri no catòlic només hi havia enterrades persones estrangeres, excepcionalment s'hi permet l'enterrament de persones italianes il·lustres, però han de complir determinades condicions, com ara que les circumstàncies de la seva vida els hagi fet sentir-se estrangers a Itàlia, que hagin representat una cultura alternativa a la del país o per la qualitat i rellevància de la seva obra.
Una de les tombes més famoses d'aquest cementiri és la del poeta anglès John Keats, que va morir de tuberculosi el 1821, a Roma, on havia anat a viure un any abans. Només tenia vint-i-cinc anys i per voluntat seva, el seu nom no figura a la làpida de la seva tomba. L'epitafi que hi ha inscrit en anglès hi fa referència com a «un jove poeta anglès» (a young English poet). També van ser enterrats al cementiri no catòlic de Roma el poeta i pensador anglès Percy Bysshe Shelley (1792-1822) i el seu fill William (1816-1819); August von Goethe (1789-1830), fill de l'escriptor alemany Johann Wolfgang von Goethe; John Gibson (1790-1866), escultor gal·lès que va ser deixeble d'Antonio Canova; Malwida von Meysenbug (1816-1903), escriptora alemanya, feminista i revolucionària; l'actriu anglesa Belinda Lee (1935-1961) i el poeta estatunidenc Gregory Corso (1930-2001), que va ser membre, amb Kerouac, Ginsberg i Burroughs, del grup de poetes de la generació beat.
Entre les personalitats italianes enterrades en aquest cementeri hi ha el polític Antonio Gramsci, el físic nuclear Bruno Pontecorvo (1913-1993), i els escriptors Carlo Emilio Gadda, Luce d'Eramo i Andrea Camilleri. També hi reposen les cendres de Miriam Mafai (1926-2012), escriptora, periodista, lluitadora antifeixista i membre del Parlament italià.

## Galeria
- Cementiri no catòlic de Roma. Vista parcial
- Tomba d'Antonio Gramsci
- Tomba del físic Bruno Pontecorvo (1913-1993)
- Tomba de Miriam Mafai